# مايك كريس
مايك كريس (بالإنجليزية: Mike Chris)‏ هو لاعب كرة قاعدة أمريكي، ولد في 8 أكتوبر 1957 في سانتا مونيكا في الولايات المتحدة.

## وصلات خارجية
- مايك كريس على موقعبيزبول رفرنس.كوم (الدوري الرئيسي) (الإنجليزية)
- مايك كريس على موقعبيزبول رفرنس.كوم (الدوري الثانوي) (الإنجليزية)
- مايك كريس على موقع مشجعي الرسوم البيانية (الإنجليزية)